# Le Ballon dirigeable « Le Patrie »
 (juillet 2025).
Pour plus de détails, voir Fiche technique et Distribution.
Le Ballon dirigeable « Le Patrie » est un film français réalisé par Alice Guy en 1907[réf. nécessaire].

## Synopsis
Vues cinématographiques du dirigeable Le Patrie : sortie de son hangar, préparation du décollage, manœuvres aériennes de l’appareil entrecoupées de plans de personnages officiels venus assister à la manifestation.

## Fiche technique
- Titre : Le Ballon dirigeable « Le Patrie »
- Réalisation : Alice Guy
- Société de production : Société L. Gaumont et compagnie
- Pays d’origine :  France
- Genre :  Documentaire
- Durée : 1 minute
- Date de sortie : 1907
- Licence : Domaine public

## Analyse
Cette sortie du dirigeable « Le Patrie » construit pour faire fi du Zeppelin allemand, avait été organisée pour une démonstration à la presse et aux premières actualités cinématographiques. Alice Guy représentait la firme Gaumont à cette occasion.

## Autour du film
Ce film a valeur de témoignage puisque le dirigeable « Le Patrie » devait s’abimer peu de temps après au large des côtes irlandaises.